# Матавери (аэропорт)
Международный аэропорт Матаве́ри — единственный аэропорт на острове Пасхи (Чили) и один из самых отдалённых аэропортов мира. Принимает самолёты только чилийской авиакомпании LAN Airlines. На территории аэропорта действуют ресторан/бар, магазин сувениров. Длина взлётно-посадочной полосы — 3318 м (такая длина объясняется тем, что аэропорт служил аварийным местом посадки американских «Шаттлов»). Из аэропорта осуществляются рейсы в
Сантьяго и Папеэте (Таити).